# Ferdinand David

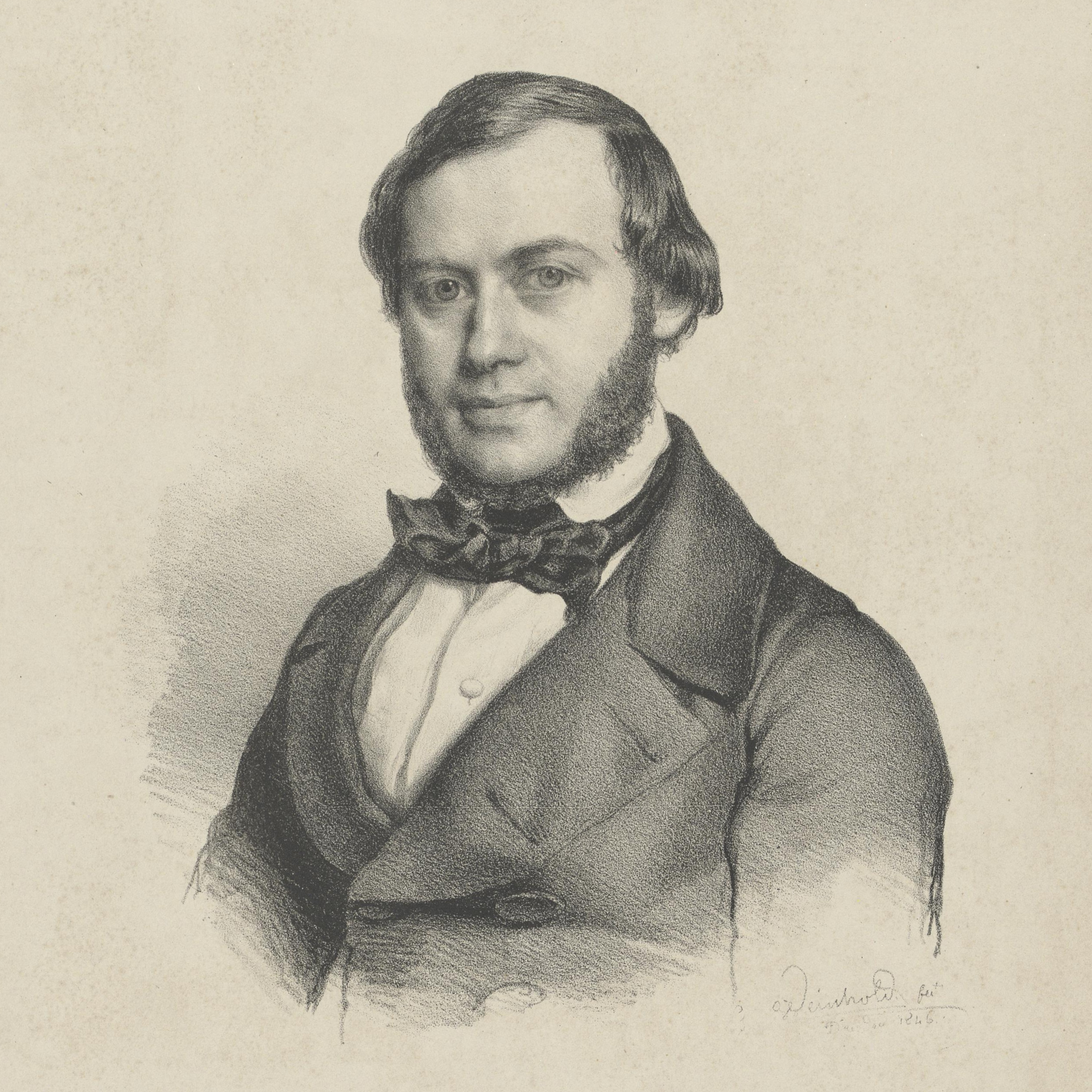
Ferdinand David, Lithografie von Johann Georg Weinhold

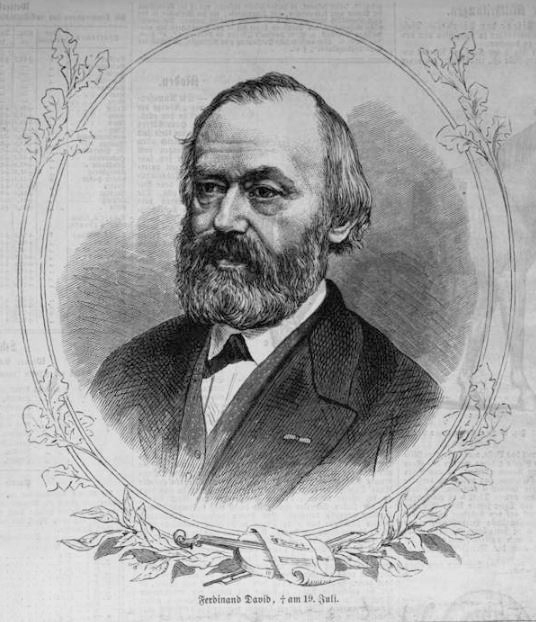
Ferdinand David

Ferdinand Ernst Victor Carl David (* 20. Januar 1810 in Hamburg; † 18. Juli 1873 bei Klosters, Schweiz) war ein deutscher Violinvirtuose und Komponist.

## Leben

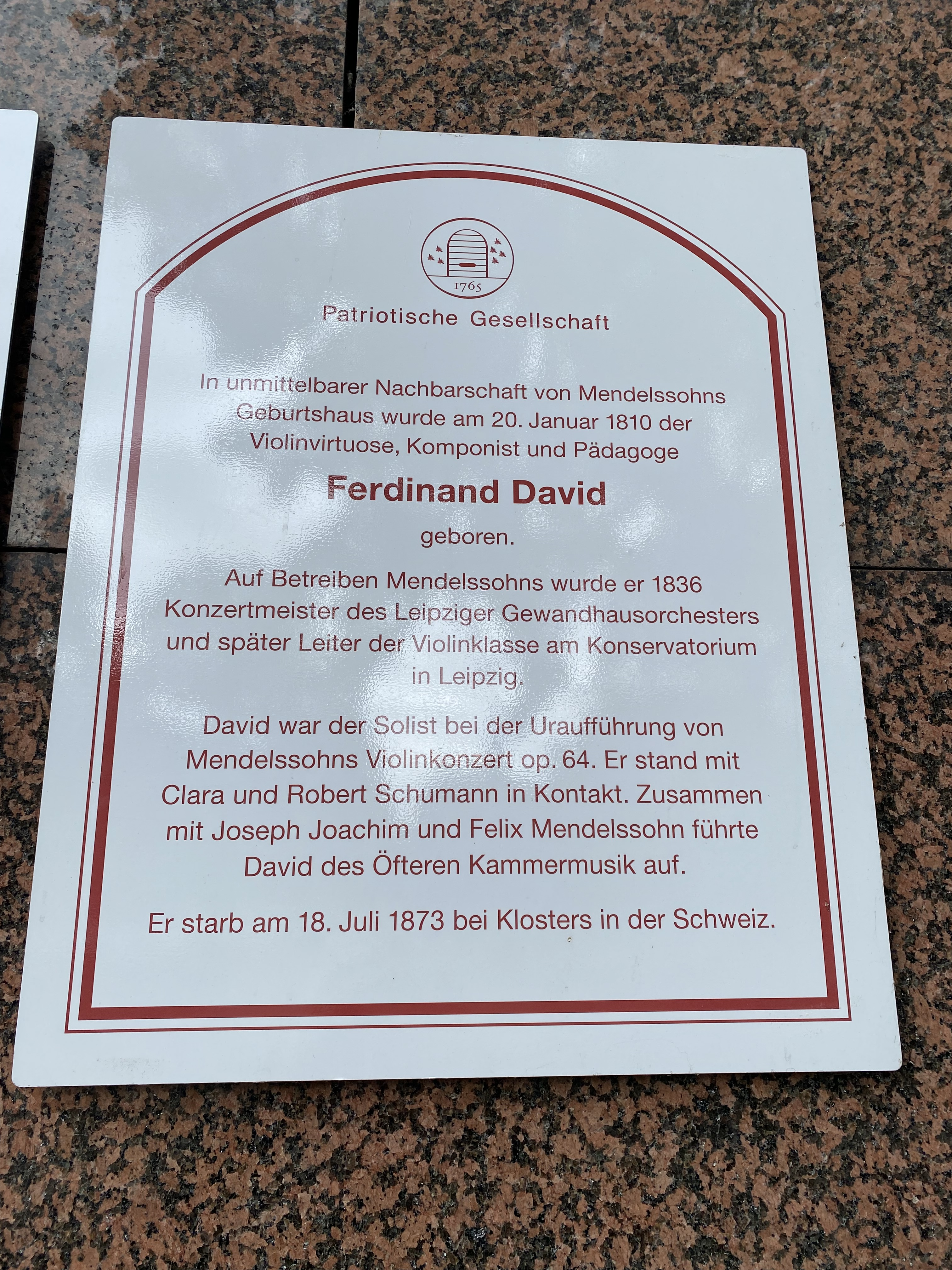
Gedenktafel an der Ludwig-Erhard-Straße/Ecke Erste Brunnenstraße in Hamburg

David wurde laut Geburtenregister der Jüdischen Gemeinde am 20. Januar 1810 als Sohn des Kaufmanns David Salomon in Hamburg geboren. Bevor er sich für die Musik entschied, nahm er Zeichenunterricht bei Leo Lehmann. Er war von 1823 bis 1824 Schüler von Louis Spohr und Moritz Hauptmann in Kassel. 1826 wurde er Violinist am Königsstädtischen Theater in Berlin. Dort lernte er den Cellisten Johann Benjamin Groß kennen. Ab 1829 war er erster Violinist der privaten Quartettkapelle des livländischen Landmarschalls und Garderittmeisters Carl Gotthard von Liphart, Vater des Kunstmäzens Baron Karl Eduard von Liphart, in Dorpat und unternahm Konzertreisen nach Riga, Sankt Petersburg und Moskau. Als sich das Quartett 1836 auflöste, holte Felix Mendelssohn Bartholdy ihn als Konzertmeister an das Gewandhausorchester Leipzig und als Primarius in das Gewandhaus-Quartett. Ab 1843 war er auch Violinlehrer am Leipziger Konservatorium. Zu seinen Schülern zählten Alexander Ritter, August Wilhelmj, Richard Sahla, der junge Max Brode und für kurze Zeit auch Joseph Joachim. David war eng befreundet mit Felix Mendelssohn Bartholdy, dessen Familie ihn in Berlin aufgenommen hatte. Mendelssohns berühmtes Violinkonzert e-Moll op. 64 wurde für ihn geschrieben und von ihm zuerst aufgeführt.
1828 konvertierte David vom jüdischen zum evangelischen Glauben. Er wurde Freimaurer und 1836 als 26-jähriger Konzertmeister in die Leipziger Freimaurerloge Minerva zu den drei Palmen aufgenommen.
Ferdinand David starb im Beisein seiner Tochter Isabella auf einer Wanderung zum Silvrettagletscher in der Schweiz am 18. Juli 1873 unerwartet an einem Herzschlag.
Er wurde in der Davidschen Familiengruft in der V. Abteilung des Neuen Johannisfriedhofs beerdigt.

## Familie

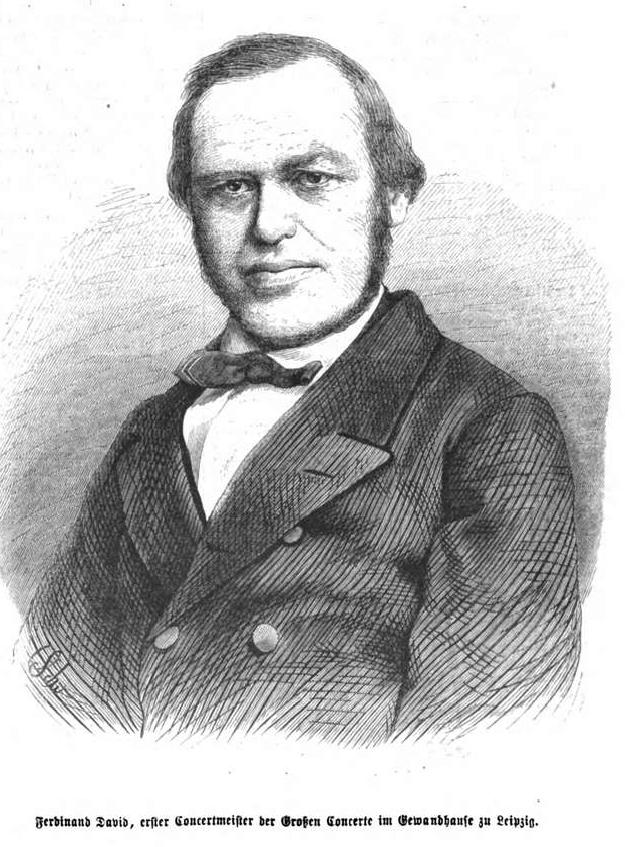
Ferdinand David (1868)

1836 heiratete er Sophie von Liphart (1807–1893), die Tochter seines ehemaligen Dienstherren und Schwester von Karl Eduard von Liphart in Dorpat. Aus der Ehe gingen vier Töchter und ein Sohn hervor, u. a.:
- Isabella ⚭ Julius von Eckardt (1836–1908), Diplomat, Mitarbeiter Bismarcks
- Paul (1840–1932), Geiger, Dirigent, Musikdirektor in Uppingham (England)
- Helene Henriette (1842–1894) ⚭ Reinhold Karl von Liphart (1839–1870) – ihr Cousin
- Ottilie Sophie Charlotte (1847–1922) ⚭ von Stahl
- Anna Maria Juliane (1852–1938) ⚭ Hugo Carl Traut, Professor (1856–1924)

Drei weitere Kinder starben bald nach der Geburt.
Seine Schwester Marie-Louise David verh. Dulcken war eine gleichfalls berühmte Pianistin. Auch die jüngste Schwester Therese verh. Meyer trat öffentlich als Pianistin auf.

## Werke
Neben fünf Violinkonzerten und mehreren Konzertstücken für Violine und Orchester, komponierte David auch Werke für Blasinstrumente, einige Lieder und „leichtere“ Musik-Werke. Sein heutiges meist gespieltes Werk ist das Posaunenkonzert (op. 4), da es ein Pflichtstück der Posaunisten geworden ist. Er hat auch zwei Sinfonien und eine Komische-Oper (Hans Wacht, 1852) komponiert, welche aber leider alle spurlos verschwunden sind. Die Oper soll David, nach der Uraufführung, selbst vernichtet haben, nachdem er sie als „scheußlich“ titulierte. Stilistisch gehört er zu den Komponisten des Spät-Klassizismus und/oder der Früh-Romantik. Besondere Bedeutung erlangten seine Bearbeitungen von Violinwerken, beispielsweise jenen von Francesco Maria Veracini, Pietro Locatelli und Johann Gottlieb Goldberg. Auch die gesamten Beethoven-Klaviertrios gab er bei C. F. Peters heraus. 1843 bearbeitete David Johann Sebastian Bachs Sonaten und Partiten für Violine solo.
Seine Violinkonzerte 4 und 5 wurden 2009 von Hyperion Records erstmals auf Tonträger aufgenommen.

### Opusverzeichnis
- op. 2 Introduction et Variations brillantes (Thema: original) - Violine & Orch.
- op. 3 Concertino - Violine & Orch.
- op. 4 Concertino[4] - Posaune & Orch.
- op. 5 Introduction et Variations (Thema: „Je suis le petit Tambour“) - Violine & Orch.
- op. 6 Introduction et Variations (Thema: „Der rote Sarafan“) - Violine & Orch.
- op. 7 Introduction, Adagio et Rondeau. Violine & Orch.
- op. 8 Introduction et Variations (Thema: Schuberts „Sehnsuchtwalzer“) - Klarinette & Orch.
- op. 9 6 Caprices - Solo-Violine.
- op. 10 Concerto No. 1 - Violine & Orch.
- op. 11 Introduction et Variations (Thema: Mozarts „An Chloe“) - Violine & Orch.
- op. 12 Concertino - Fagott & Orch.
- op. 13 Introduction et Variations (Thema: original) - Violine & Orch.
- op. 14 Concerto No. 2 - Violine & Orch.
- op. 15 Introduction et Variations (Thema: Schuberts „Das Lob der Thränen“). Violine & Orch.
- op. 16 Andante und Scherzo Capriccioso - Violine & Orch.
- op. 17 Concerto No. 3 - Violine & Orch.
- op. 18 Konzert-Variationen (Thema: original) - Violine & Orch.
- op. 19 Introduction et Variations brillantes (Thema: original) - Violine & Orch.
- op. 20 6 Caprices - Solo-Violine
- op. 21 Introduction et Variation (Thema: „Schottisches Lied“) - Violine & Orch.
- op. 22 Concert-Polonaise - Violine & Orch.
- op. 23 Concerto No. 4 - Violine & Orch.
- op. 24 Zwölf Salonstücke - Violine & Klavier
- op. 25 Salon-Duett über ein Lied von E. Haase - Violine & Klavier
- op. 26 Sechs Lieder (Buch I) - Gesang & Klavier
- op. 27 Sechs Lieder (Buch II) - Gesang & Klavier
- op. 28 Fünf Salonstücke - Violine & Klavier
- op. 29 Lieder - Gesang & Klavier
- op. 30 Bunte Reihe - Violine & Klavier
- op. 31 Lieder - Gesang & Klavier
- op. 32 Quartett - 2 Violinen, Bratsche, Cello
- op. 33 Psalm - (Mein Aug erheb' ich)
- op. 34 Sieben Stücke - Violoncello & Klavier
- op. 35 Concerto No. 5 [Violinkonzert Nr. 5] - Violine & Orch.
- op. 36 Kammerstücke - Violine & Klavier
- op. 37 Vier Märsche - Klavier zu 4 Händen
- op. 38 Sextett - 2 Violinen, 2 Bratschen, 2 Celli
- op. 39 Dur und Moll - 25 Etüden für Solo-Violine
- op. 40 Trois Impromptu en forme de valse - Violine & Orch.
- op. 41 Nachklänge (Fortsetzung der „Bunte Reihe“) - Violine & Klavier
- op. 42 Festmarsch (zur Feier der goldenen Hochzeit König Johann (Sachsen)) - Orch.
- op. 43 Suite - Solo-Violine
- op. 44 24 Etüden für Anfänger - Solo-Violine
- op. 45 18 Etüden - Solo-Violine
- op. 46 Aus der Ferienzeit 1 (Nr. 1–6) - Violine & Klavier
- op. 47 Aus der Ferienzeit 2 (Nr. 7–12) - Violine & Klavier
- op. 48 Aus der Ferienzeit 3 (Nr. 13–18) - Violine & Klavier
- op. 49 Aus der Ferienzeit 4 (Nr. 19–24) - Violine & Klavier
- op. 50 Aus der Ferienzeit 5 (Nr. 25–30) - Violine & Klavier

Sämtliche Orchester-Werke, außer op. 42, sind als Klavier-Fassungen zu finden.

### Ohne Opuszahl
- Canon für 3 Violinen (1852)